# Leandro Somoza
Pour les articles homonymes, voir Somoza (homonymie).
Leandro Daniel Somoza est un joueur argentin de football. Né le 25 janvier 1981 à Buenos Aires (Argentine). Il compte 5 sélections avec l'équipe d'Argentine de football en 2006.